# Puerto Reconquista
Puerto Reconquista es un puerto y localidad argentina, ubicado a 12 km de la ciudad de Reconquista, en el departamento General Obligado de la provincia de Santa Fe, por Ruta Nacional A009. Desde allí es posible cruzar el río Paraná utilizando un servicio de balsa y lanchas que se dirigen a la ciudad correntina de Goya.

## Puerto
El Puerto de Reconquista, se halla ubicado sobre el riacho San Jerónimo, a la altura del km 949 del río Paraná y a 317 km al norte de la capital santafesina. 

### Historia
A partir del año 1994 el Puerto Reconquista fue transferido por la Nación a la provincia de Santa Fe, en virtud de la Ley Nacional N.º 24.093 en el marco de la nueva regulación portuaria. A través de la Ley provincial N.º 11.229 se crea el ENTE ADMINISTRADOR PUERTO RECONQUISTA (E.A.P.R), organismo mixto de carácter público-privado, creado específicamente para administrar el manejo y desarrollo del mencionado Puerto.
Al tomar posesión de la Administración del Puerto Reconquista, el E.A.P.R., decide encarar un conjunto de acciones y diseñar un nuevo esquema en relación con la distribución de las responsabilidades.
Esta nueva figura administrativa, conjuga los intereses provinciales y locales, habiéndose definido entre sus primeras acciones proponer el concesionamiento de la explotación de las áreas operativas portuarias, teniendo en cuenta el mantenimiento del carácter de uso público de la infraestructura y servicios portuarios para lo cual, como primera etapa definieron un plan maestro.
Actualmente se ha concesionado un sector del mismo a las firmas Buyatti y Vicentín por un período de 30 años.
En la actualidad operan dos industrias de la zona con productos elaborados a granel (semillas de girasol, soja y algodón; aceites y subproductos de los granos mencionados). Para el caso de aceites vegetales, ambas empresas cuentan con depósitos propios en el puerto.
Este puerto cuenta con tres areneras. Las mismas están autorizadas para la extracción de arena desde el km. 950 al 952,500 sobre el Riacho San Jerónimo.
Para el almacenamiento de arena existen dos silos, uno dentro de la zona portuaria perteneciente a la Arenera ITATI y el otro fuera de la misma propiedad de la Arenera SAMPAYO, con una capacidad de 300 m³ cada uno.
Además existe una pileta con capacidad para 2.000 m³ perteneciente a la Arenera COCITO ubicada fuera de la jurisdicción.
El acceso terrestre se realiza por una ruta concesionada que, a pesar de tener un tránsito intenso, no presenta dificultades para ser transitada.
En el marco referencial del MERCOSUR y la ubicación geográfica y estratégica que tiene el Puerto Reconquista, lo hacen muy atractivo para la transferencia de cargas tanto de removido interno como de cabotaje internacional, adquiriendo además real importancia para el desarrollo productivo local y regional.
La Hidrovía Paraná–Paraguay es una obra vital para los intereses del Puerto Reconquista dado que los distintos sectores productivos y de servicios regionales tendrán un "corredor de exportación" para canalizar sus productos con valores altamente competitivos debido al abaratamiento de los fletes.
La actividad principal es de remover hacia puertos del sur provincial de aceite vegetales crudos, expeller, pellets y granos de oleaginosas; también se opera con arena y piedras para la construcción.

### Infraestructura y servicios
- Muelle: 900 m, previéndose poner en marcha el piloteo nuevo en su frente con contención neumática. De buena profundidad, el canal de acceso al puerto tiene la ventaja de que la corriente del río, de norte a sur, realiza un autodragado de manera natural y permanente.
- Zona portuaria: ancho de 50 m, contando con una calle interior pavimentada y una superficie de 4,2 ha, para almacenar productos
- Galpones: 4, del Ente Administrador del Puerto Reconquista, dependiente de la provincia de Santa Fe.
- Acceso terrestre: por ruta concesionada que, a pesar de tener un tránsito intenso, no presenta dificultades para ser transitada. [cita requerida]
- Hidrovía Paraná–Paraguay: es una obra vital para los intereses del Puerto Reconquista dado que los distintos sectores productivos y de servicios regionales tendrán un "corredor de exportación" para canalizar sus productos con valores altamente competitivos debido al abaratamiento de los fletes.
- A 2006, el Puerto Reconquista presenta una infraestructura antigua y deteriorada con equipamientos insuficiente que no permiten atraer tráficos significativos de cargas.
- Actividad principal: remover hacia puertos del sur provincial de aceite vegetales crudos, expeller, pellets y granos de oleaginosas; también se opera con arena y piedras para la construcción.
- Operan dos industrias de la zona con productos elaborados a granel (semillas de girasol, soja y algodón; aceites y subproductos de los granos mencionados). Para el caso de aceites vegetales, ambas empresas cuentan con depósitos propios en el puerto.
- En 2006, las operaciones alcanzarían 700.000 y 800.000 t.
- Obras y proyectos: realizadas en el Puerto de Reconquista y los trabajos que el Ente Administrador proyecta concretar, figura, la terminación de la cerca perimetral de seguridad portuaria, con la conclusión del tramo sur que culmina en el Club Náutico, y el inicio de la construcción del tramo norte. [cita requerida] Comenzaron los trabajos de refacción de las oficinas del Ente Portuario, que funcionarán en las antiguas oficinas de la ex A.G.P.
- Silos de Tanques de Aceite: almacenamiento de aceite vegetal crudo con una capacidad de 1.500 m³ c/u.
- Areneras: 3, autorizadas para extraer arena desde el km 950 al 952,5 sobre el Riacho San Jerónimo. Operan tres (3) buques (NOGAIN – VH DIEZ y LINA I). Para almacenar arena existen dos silos, uno dentro de la zona portuaria perteneciente a la Arenera ITATÍ y el otro fuera de la misma propiedad de la Arenera SAMPAYO, con una capacidad de 300 m³ cada uno. Existe una pileta con capacidad para 2.000 m³, de la Arenera COCITO, ubicada fuera de la jurisdicción.
- En enero de 2011 el intendente de Reconquista anunció la creación de una planta potabilizadora de agua, uno de los viejos anhelos de Puerto Reconquista.[2]

## Población
La localidad de Puerto Reconquista pertenece al distrito Reconquista.
Cuenta con 1,144 habitantes (Indec, 2010), lo que representa un incremento del 22 % frente a los 938 habitantes (Indec, 2001) del censo anterior.
| Gráfica de evolución demográfica de Puerto Reconquista entre 1991 y 2010 |
|                                                                          |
| Fuente: Censos nacionales del INDEC                                      |